# NGC 663
NGC 663 je otvoreni skup u zviježđu Kasiopeje.

## Astronomska promatranja
Iako ga Charles Messier nije svrstao u svoj katalog, ovaj je skup mnogo lakše uočljiv u malim amaterskim teleskopima nego susjedni mnogo poznatiji Messier 103, posljednji objekt kojeg je Messier katalogizirao.
Skup je, čak i u gradskim uvjetima, lako uočljiv i sa dvogledom 10x50. U dvogledu se uočava kao sviejtla mrlja, dok i mali teleskop otkriva pojedinačne zvijezde.
U skupu NGC 663 se ističu 5 zvijezda u središtu skupa, dok preostalih desetak slabijih zvijezda daju skupu oblik romba. 